# Achelia rostrata
Achelia rostrata là một loài nhện biển trong họ Ammotheidae. Loài này thuộc chi Achelia. Achelia rostrata được miêu tả khoa học năm 2000 bởi Turpaeva.